# Low, Québec
Low är en kommun av typen kanton (municipalité de canton) i provinsen Québec i Kanada. Den ligger i regionen Outaouais, i den sydöstra delen av landet, 50 km norr om huvudstaden Ottawa. Antalet invånare var 1 020 vid folkräkningen 2021. Landarean är 258 kvadratkilometer.
Kommunen är officiellt tvåspråkig (franska och engelska), med 57 % engelsktalande och 46 % fransktalande (modersmålstalare) vid folkräkningen 2021.